# HMS A11
HMS A11 – brytyjski okręt podwodny typu A. Zbudowany w latach 1903–1905 w Vickers w Barrow-in-Furness. Okręt został wodowany 8 marca 1905 roku i rozpoczął służbę w Royal Navy 11 lipca 1905 roku.
W 1914 roku razem z HMS A10 i HMS A12, A11 stacjonował w Ardrossan przydzielony do Dziewiątej Flotylli Okrętów Podwodnych (9th Submarine Flotilla) pod dowództwem  Lt. Ernesta G. Ebblewhite’a.
Okręt został sprzedany i zezłomowany w Portsmouth Dockkyard w maju 1920 roku.